# Echinocereus reichenbachii
Echinocereus reichenbachii (укр. Ехіноцереус Рейхенбаха) — рослина з роду ехіноцереус (Echinocereus) родини кактусових (Cactaceae).

## Назва

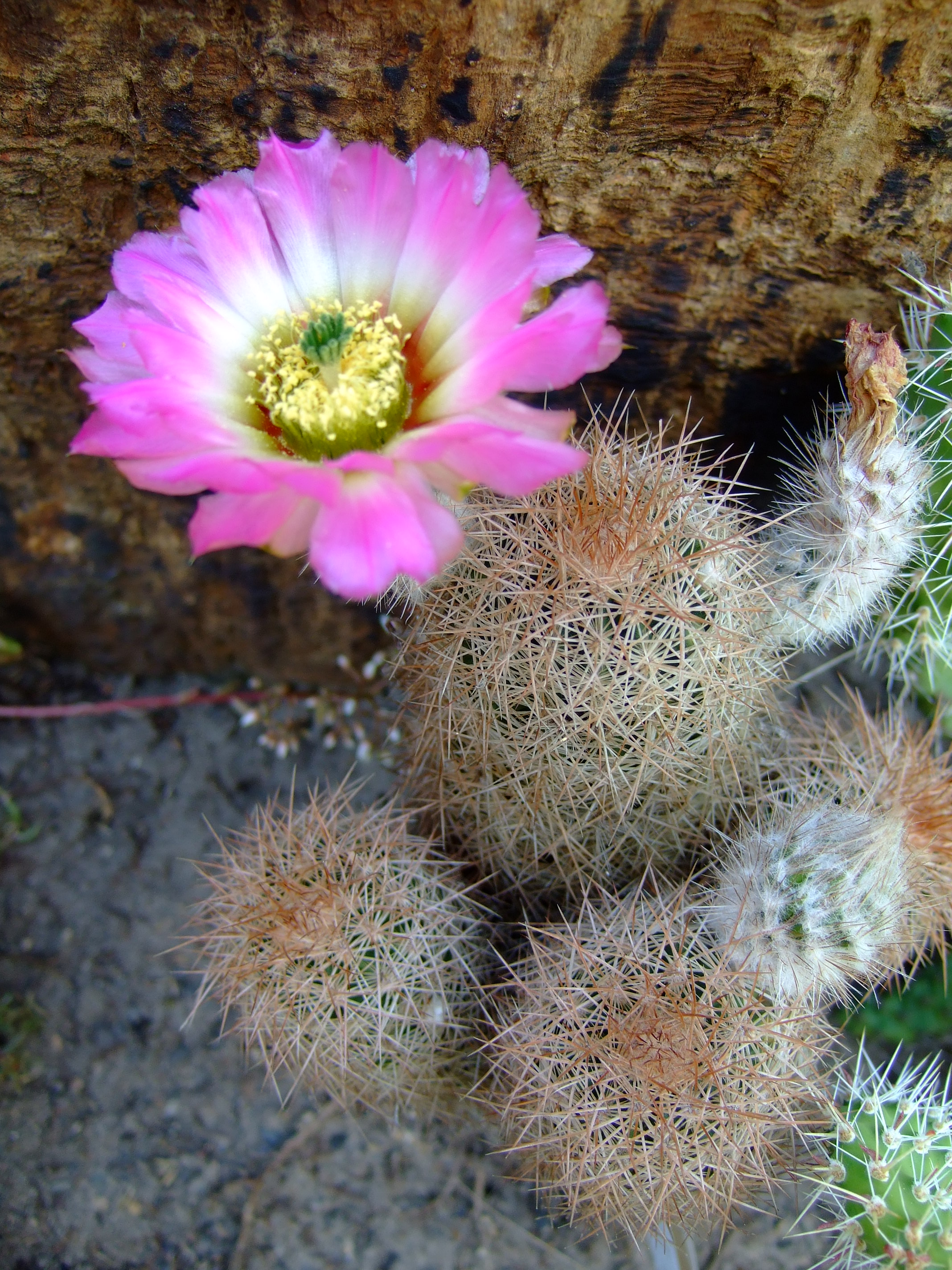

Вид названий Джоном Ніколасом Хааге (англ. Johann Nicolaus Haage, (1826–1872)) на честь інженера з Дрездена Фрідріха Райхенбаха (нім. Friedrich Reichenbach) — одного з перших авторів письмових робіт про кактуси, збирача кактусів в Мексиці.

## Зовнішній вигляд
Стебло одиночне, з віком роггалужується, циліндричне, до 30 см завдовжки і до 10 см в діаметрі. Ребер близько 15 (до 19). Радіальні колючки (близько 16), голчасті, розташовані «павуком», вигнуті кінцями до стебла і вниз, 1-2 см завдовжки, різних кольорів: від білих (var. albispinus) через жовті та рожеві до коричневих. Центральні колючки відсутні.
Квіти воронкоподібні, широко відкриті, 6-10 см в діаметрі, від ніжно-рожевих до темно-пурпурових, без аромату. Тичинки жовті, маточка зелена. Квіткова трубка покрита волосками, щетинками й колючками. Особливість виду — квітки з'являються не з ареол, а на новому прирості, ніби розриваючи епідерміс зсередини.

## Поширення в природі
Ареал: південь США і північ Мексики.

## Синоніми
- Echinocereus caespitosus,
- Echinocereus purpureus,
- Echinocereus armatus.

## Різновиди
- Echinocereus reichenbachii var. armatus (Poselg.) N.P.Taylor
- Echinocereus reichenbachii ssp. baileyi (Rose) N.P.Taylor
- Echinocereus reichenbachii var. fitchii (Britt. & Rose) L. Benson (Britton & Rose) L.D.Benson
- Echinocereus reichenbachii var. perbellus (Britton & Rose) L.D.Benson